# Our Lady of the Rosary Church (Koinawa)

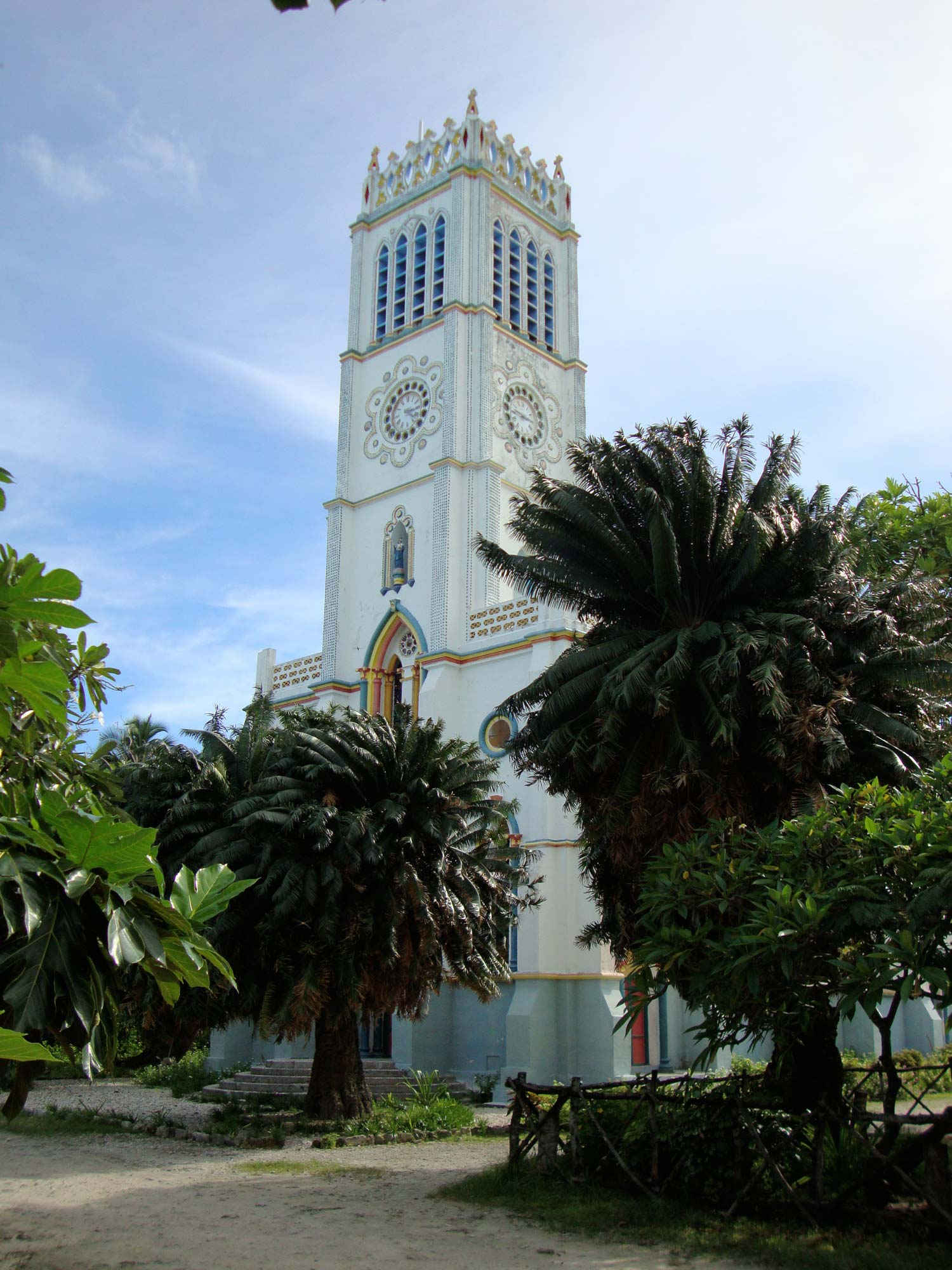
Our Lady of the Rosary Church, Koinawa.

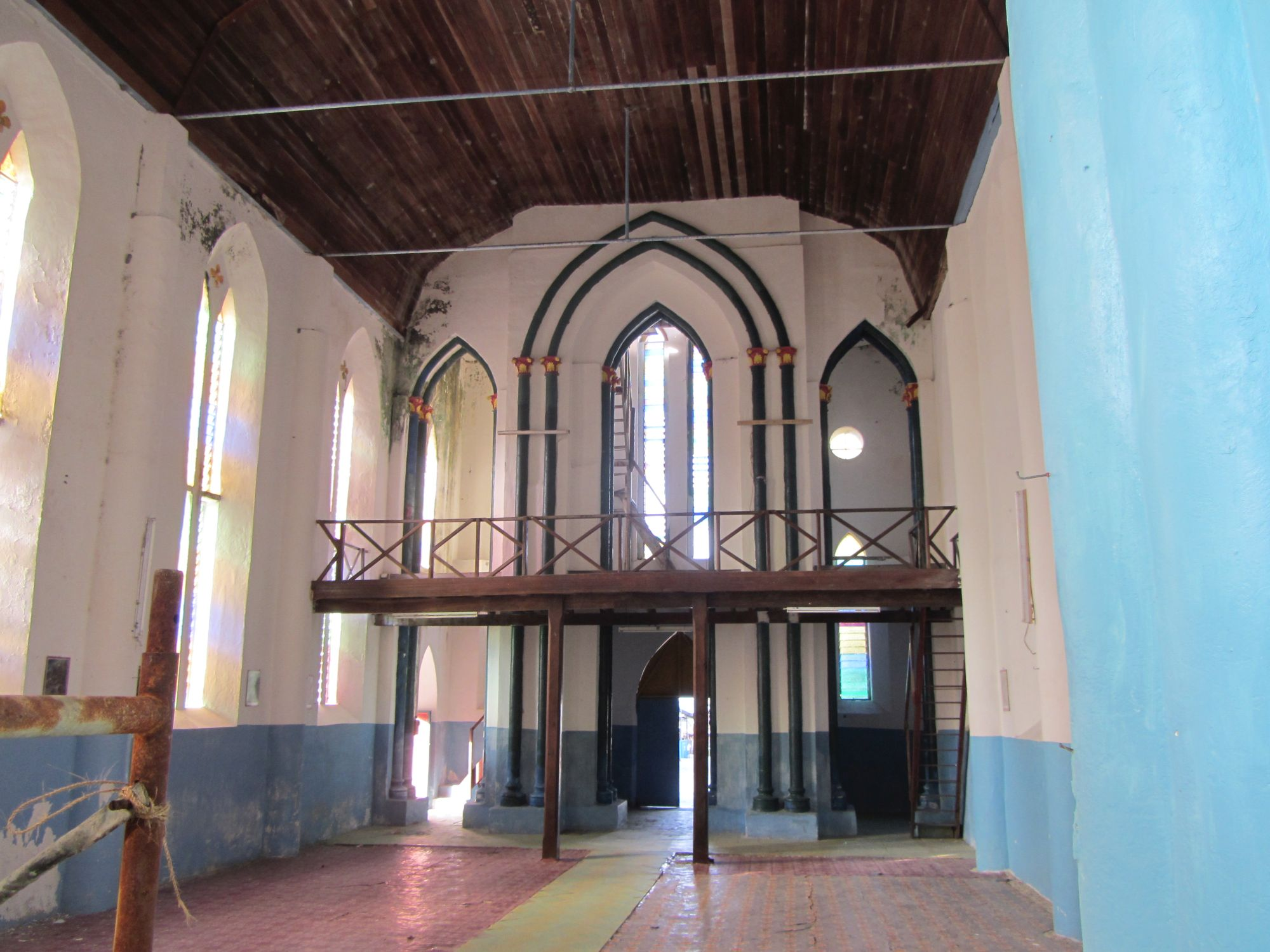
Innenraum der Kathedrale.

Our Lady of the Rosary Church (auch: Catholic Church of Our Lady of the Rosary) ist eine katholische Kirche in Koinawa im Osten des Atolls Abaiang, im Norden der Gilbertinseln in Kiribati.

## Geschichte
Die Kirche wurde 1907 errichtet, als das Territorium ein Protektorat des Britischen Weltreiches war. Der verantwortliche Priester stammte jedoch aus Belgien. Die Gemeinde gehört heute zur Diözese von Tarawa und Nauru (Dioecesis Taravana et Nauruna), die 1966 als Diocese of Tarawa von Papst Paul VI. durch die Bulle Prophetarum voces geschaffen wurde.